# Caccia medievale

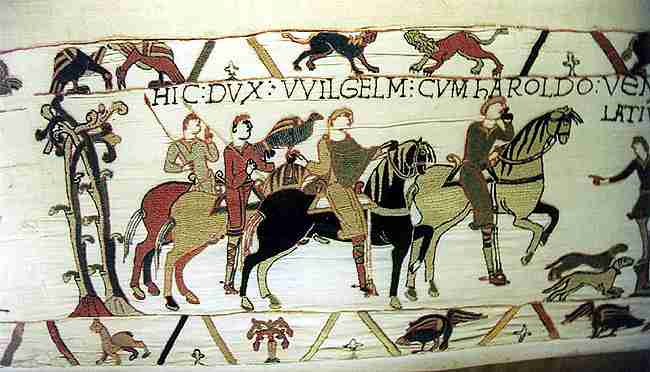
Re Guglielmo I e re Aroldo II d'Inghilterra in una battuta di caccia, arazzo di Bayeux.

In Europa occidentale, la caccia nel medioevo fu un elemento imprescindibile della vita quotidiana. La caccia in epoca medievale non fu mai il principale mezzo di sostentamento della popolazione (ormai dedita ampiamente all'agricoltura ed all'allevamento), ma era praticata da tutte le classi sociali. A partire dal basso medioevo, la necessità di cacciare si trasformò in un passatempo per l'aristocrazia, oltre ad essere un'arena per le interazioni sociali, un allenamento costante per la guerra nonché un modo per misurare privilegi e nobiltà.

## Storia
Il complesso fenomeno semplicisticamente indicato come caccia medievale mescola in sé moltissimi aspetti: la pratica venatoria vera e propria, mossa ancora, seppur non in modo preponderante, da bisogni alimentari; la volontà e/o il bisogno di intessere stabili relazioni sociali all'interno del sistema clientelistico noto come vassallaggio; l'esercizio, sia approcciato in modo ludico che professionale, di movimenti finalizzati al mantenimento ed al perfezionamento delle arti marziali da parte della casta guerriera dominante in una realtà socio-culturale nella quale l'uso della violenza ha un ruolo simbolico fondamentale nella definizione delle relazioni inter-personali.
Questo complesso fenomeno originò nella fase storica transitoria, nota come Alto Medioevo, che portò dalla Tarda Antichità al Medioevo vero e proprio. Presso le élite culturali dell'Impero romano la caccia era una pratica ormai dettata da meri motivi alimentari, affidata a servi e gregari con il compito di procurare selvaggina per la tavola del padrone. Per contro, presso la più primitiva cultura dei barbari germani, popolazione ancora sostanzialmente nomade, la caccia aveva ancora un ruolo simbolico enorme: l'esercizio venatorio non solo forniva il quasi totale apporto proteico alla comunità ma serviva anche, nei tempi di pace, a stabilire la gerarchia all'interno del nucleo di cacciatori-guerrieri della sippe o a mantenere in esercizio la consorteria armata di un eventuale capo-guerra messosi a capo di una o più tribù particolarmente numerose assurte a ruolo egemone in un dato territorio.
Con la caduta dell'Impero romano d'Occidente ed il conseguente originarsi dei regni romano-barbarici, l'elemento culturale germano si mescolò a ciò che restava del sostrato romano, venendone radicalmente mutato. La primitiva società dei barbari beneficiò della più solida tradizione intellettuale e burocratica dei romani sconfitti, sviluppando verso forme più raffinate e complesse. Determinati aspetti dell'"essere" germanico sopravvissero però a questa fase di mescolamento: gli aspetti più propriamente marziali, tra i quali, appunto, l'approccio teutonico alla pratica venatoria.
Durante l'epoca medievale, venivano praticati essenzialmente due tipi di caccia:
- La venatio clamosa, così chiamata perché praticata con rumorose mute di cani. Essa era destinata perlopiù alla caccia di animali di grossa taglia, dove era possibile dimostrare la propria resistenza fisica, tattica e coraggio nello scontro corpo a corpo.
- La venatio placita, così chiamata perché silenziosa grazie all'uso di falconi e reti. Essa era l'unica consentita agli uomini di chiesa a partire dal VI secolo, in quanto meno cruenta della prima e giudicata più consona a chi conduceva vita religiosa.

### Caccia femminile
Neppure alle donne disdegnava prendere parte alle cacce, come dimostrano anche alcune miniature medievali raffiguranti donne cacciatrici. Seppure il più delle volte esse fossero soltanto semplici spettatrici, alcune, come la duchessa di Calabria Ippolita Maria Sforza, vi prendevano parte in forma "passiva" tramite falconi o mute di cani. Se infatti la falconeria era considerata un tipo di caccia gentile e particolarmente adatta alle donne, la cosiddetta "grande caccia", quella rivolta cioè contro animali di grossa taglia quali cervi, cinghiali e lupi, era considerata più propriamente maschile. Non mancarono comunque, benché certo in minor numero, donne che, come la duchessa di Milano Beatrice d'Este, prediligessero quest'ultimo tipo di caccia, la quale permetteva un ruolo più attivo, inseguendo e atterrando le prede con armi bianche o da lancio, quali la balestra e lo spiedo.

## Modalità

### Cavalli
Il cavallo era uno degli animali più importanti nella caccia all'epoca medievale. Le stalle, dette anche "marshalsea", erano separate dal resto della casa e, nelle residenze nobiliari, esse disponevano di un proprio responsabile, detto maresciallo. Il maresciallo disponeva di paggi e servitori alle proprie dipendenze, per prendersi cura dei cavalli.
Le magioni più grandi avevano differenti tipologie di cavalli a seconda dell'uso che si intendeva farne. Oltre ai cavalli da lavoro, esistevano i cavalli da trasporto, ma a farla da padrone nella caccia erano i destrieri (detti anche cavalli da guerra), animali potenti e dispendiosi proprio perché a davano le prestazioni migliori in situazioni di sforzo e concitazione come la caccia in primis e ovviamente in guerra. Molti destrieri, ad ogni modo, proprio per il loro valore, non venivano impiegati per la caccia, venendo sostituiti con i corsieri. I corsieri, per quanto qualitativamente ritenuti inferiori al destriero e più piccoli dei cavalli odierni, erano sufficientemente potenti da portare il cacciatore a notevole velocità, coprendo lunghe distanze con agilità e facilità di manovra anche su terreni difficoltosi; altro elemento importante, i corsieri venivano allenati a non temere il confronto con altre fiere, spesso se pericolose, il che risultava fondamentale per la caccia a prede di grossa taglia.

### Cani
I cani erano l'elemento essenziale per la caccia in quanto il loro fiuto consentiva di trovare facilmente le prede. Lo scopo dell'uso del cane nel mondo venatorio medievale era duplice: esso poteva essere utilizzato per accerchiare la preda che veniva poi uccisa dal cacciatore, oppure utilizzato personalmente per finire la preda.
Tra i cani da caccia più utilizzati nel medioevo vi era sicuramente il greyhound. Questo cane era particolarmente apprezzato innanzitutto per la propria velocità, ma anche per la sua abilità nell'attaccare le prede. L'unica pecca per il greyhound era la mancanza di resistenza e per questo doveva essere liberato unicamente quando la preda era in vista, quindi alla fine della caccia.
L'alaunt era un tipo di cane più robusto del greyhound ma proprio per questo veniva usato nella caccia a prede di taglia più elevata come orsi o cinghiali. L'alaunt era considerato però un animale meno addomesticabile, propenso ad attaccare gli animali domestici e persino il proprio padrone. Il mastiff inglese era una razza canina anch'essa prediletta per la caccia di grossa taglia ma era considerato più un cane da guardia.
Il cane che più di ogni altro disponeva di grande resistenza fisica era il rache, simile al moderno English Foxhound, il quale era dotato inoltre di buon fiuto. Altro cane apprezzato per le sue doti era il limer, un cane da traccia antenato dell'attuale segugio. Esso era utilizzato in particolare per scovare le tracce della preda prima della caccia e per questo era importante che, oltre al buon fiuto, rimanesse tranquillo, abilità che si ottenevano esclusivamente con l'addestramento. Altri cani usati per la caccia in epoca medievale erano il kennet, il terrier, l'harrier e il Cocker spaniel inglese.
I cani da caccia erano tenuti in un canile, all'interno o all'esterno della casa. Qui i cani avevano delle cucce ove dormire e un'area al riparo dove potersi sfogare ed allenare quando l'esterno diveniva troppo caldo o troppo freddo. Dei cani si occupavano paggi, valletti, aiutanti e cacciatori; spesso un paggio dormiva direttamente nel canile coi cani per evitare che si azzuffassero e per prendersi cura di loro qualora ve ne fosse stata la necessità.

### Rapaci

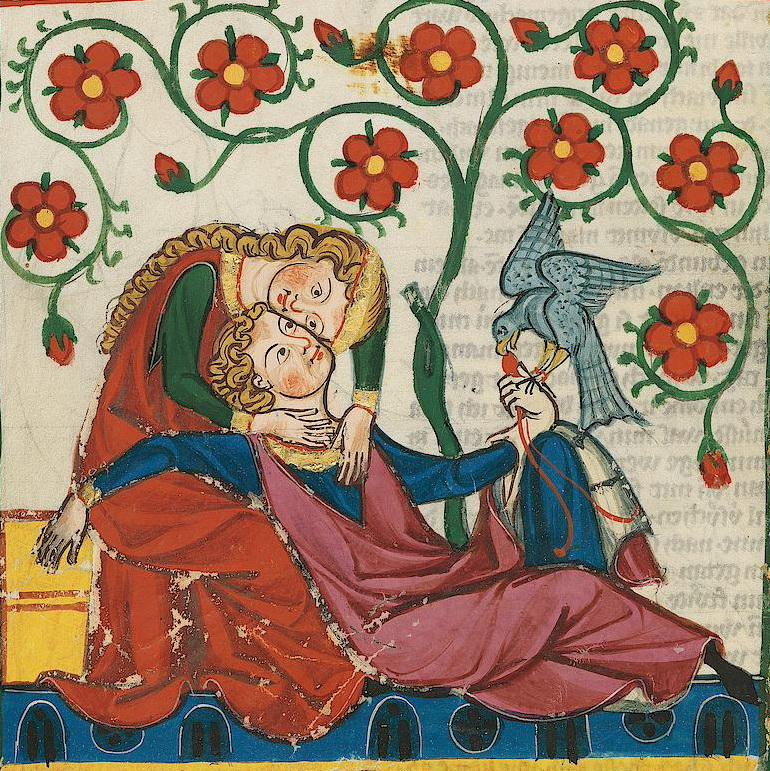
Scena di idillio e falconeria di ambiente normanno-svevo: Bianca Lancia e Federico II - Codex Manesse (copia 1304).

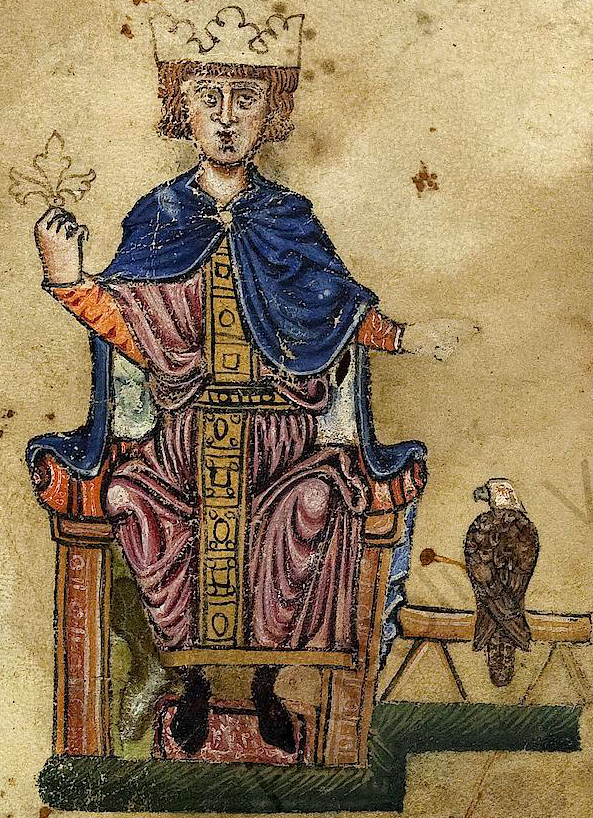
Federico II in trono con il falco - De arte venandi cum avibus (ca. 1260).

Fu durante il Medioevo che l'arte di cacciare volatili e piccoli mammiferi con gli uccelli rapaci (fond. falchi) si diffuse sul suolo europeo. Le popolazioni germaniche pare abbiano appreso la falconeria dai Goti, l'etnia teutonica che ebbe i più larghi contatti con i nomadi della steppa eurasiatica. Dato certo è che gli Antichi Romani non praticarono la falconeria sino a che non venne loro veicolata dai barbari.

Un input notevole alla diffusione nell'Europa cristiana della pratica venatoria aviaria si dovette alla formazione, sulla sponda meridionale del Mediterraneo, dell'Impero musulmano che contribuì a diffondere usi e costumi appresi dagli Arabi nella Persia dei sasanidi, latori di un'antichissima tradizione venatoria con i rapaci. Fu infatti proprio in concomitanza all'aggressione musulmana in Europa (Conquista islamica della penisola iberica e Guerre bizantino-arabe in Sicilia), nell'VIII secolo, che la pratica della falconeria, dopo i torbidi dell'Età Tardo Antica, iniziò a fiorire nel Medioriente conteso tra arabi e bizantini, gettando le basi per quella solida tradizione che avrebbe portato gli studiosi occidentali del XIX secolo a guardare con stupore ed ammirazione all'incredibile empatia tra il beduino ed il suo falco.
A partire dal IX secolo, la falconeria radicò capillarmente nelle diverse compagini statali che andavano lentamente formandosi nelle terre del vecchio impero dei Romani. Tale "diaspora" dell'attività venatoria aviaria, sempre inquadrabile quale privilegio della classe guerriera dominante, i milites, più per questioni di disponibilità finanziaria necessaria alla cura, all'addestramento ed all'allevamento domestico dei rapaci, viene ben testimoniata dalle fonti letterarie, via via più numerose, dell'epoca:
- Enrico I di Germania (876–936) era noto come "Enrico l'Uccellatore" (Heinrich der Finkler) per la sua passione di cacciare col falcone;
- Nel frammento antico inglese noto come The Battle of Maldon, il comandante dei Sassoni-Inglesi alla Battaglia di Maldon (991), conte Byrhtnoth, libera il suo falcone preferito prima del fatale scontro con i vichinghi di Olaf I di Norvegia;

Il massiccio intensificarsi degli scambi tra l'Europa cristiana e l'Oriente arabo-bizantino nell'XI-XII secolo provocato dal movimento socio-politico delle Crociate contribuì ulteriormente a diffondere e sviluppare la pratica della falconeria presso i milites occidentali. Un ruolo importante, in questo senso, venne giocato dall'ordine monastico-militare dei Cavalieri Ospitalieri, specialisti della caccia con i rapaci poiché le altre forme di caccia erano loro interdette come penitenza volontaria (là dove per i Cavalieri Templari valeva esattamente l'opposto e cioè era la falconeria ad essere interdetta).
Entro il XIII secolo la falconeria era divenuta un aspetto fondamentale della vita sociale del nobile europeo. Non un semplice diletto ma una vera e propria scienza, che venne formalmente codificata attraverso una prolifica produzione letteraria: 
- Il multi-etnico ambiente normanno-svevo del Regno di Sicilia giocò un ruolo centrale nella storia della falconeria, fondamentalmente grazie all'imperatore Federico II (regno 1198-1250), uomo colto ed amante delle lettere nonché sfegatato fautore della caccia con il rapace al punto di fare di un falco il suo stesso stemma araldico[8]. Falconiere di corte di Federico II fu il cavaliere tedesco Guicennas, autore di un manuale, De arte bersandi, sulla caccia e sulla falconeria. Per ordine dell'imperatore, lo studioso Teodoro di Antiochia tradusse il cosiddetto Moamyn latino (De scientia venandi per aves), probabile opera dell'erudito arabo Abū Zayd Ḥunayn ibn Isḥāq al-ʿIbādī (809-873), medico del califfo abbaside al-Mutawakkil[9]. La redazione, da parte dello stesso Federico II, dell'opera in sei volumi De arte venandi cum avibus, poi messa per iscritto dal figlio Manfredi di Sicilia, costituì lo zenit di questo fenomeno socio-culturale. Si trattò di una vera e propria opera omnia, analizzante i sistemi di allevamento, addestramento e impiego di uccelli rapaci (fond. falchi) nella caccia soprattutto ad altri uccelli, tutti accuratamente descritti nell'opera, che riprese ed ampliò il volume di Guicennas e del Maestro Teodoro.
- Anche il Regno d'Ungheria, situato al margine della steppa eurasiatica e costituito da un'etnia di provenienza asiatica, i magiari, dominante sul locale elemento slavo europeo, lasciò ampia testimonianza della capillare diffusione di cui ivi godeva la pratica della caccia con i rapaci. Nel 1222 la nobiltà costrinse il sovrano Andrea II a sottoscrivere una Bolla d'Oro nella quale rinunciava a molte delle sue prerogative: tra le varie clausole, spiccò la proibizione per i falconieri reali di portare i rapaci a caccia in territori non appartenenti alla corona, a riprova non solo della diffusione della pratica venatoria aviaria presso i magiari ma del notevole grado di impunità che i praticanti affiliati alla casa del sovrano erano arrivati a godere. Il successivo sovrano ungherese, Bela IV, appassionato falconiere, si fece ritrarre sulla monetazione nazionale a cavallo, con un falco sul braccio. Nel 1279, tra le norme disciplinari per i religiosi redatte in occasione del Concilio di Buda, figurava la proibizione, per i monaci di praticare la falconeria.
- Il Regno di Francia fu tra i primi ad istituire la figura ufficiale del "Falconiere Reale": il primo Gran falconiere di Francia, attivo alla corte di Luigi IX (regno 1226-1270), fu tale Jean de Beaune.

Da un punto di vista "pratico", notevole input allo sviluppo della falconeria, nel Duecento, fu l'introduzione sul suolo europeo del cappuccio per il rapace, importato dal Medioriente grazie ai sempre più massicci scambi con i bizantini ora dominati dagli occidentali grazie alla nuova compagine statale sorta in Grecia dopo il Sacco di Costantinopoli (1204), l'Impero Latino (1204-1261).
Contemporaneamente al Medioevo europeo, anche le compagini statali asiatiche erano state interessate da un sistematico diffondersi, tra la classe dominante, della passione per la caccia con il falco. In Cina, l'affermarsi dell'Impero mongolo di Gengiz Khan, poi estesosi a tutto il continente eurasiatico sino alla Russia Bianca ed all'Ungheria, diffuse largamente la falconeria, passatempo prediletto dei conquistatori Mongoli.

Quando, nel corso del XIV secolo, l'Europa e l'Asia tornarono ad instaurare reciproci scambi commerciali, le élite dei regni europei e quelle del Celeste Impero erano certamente accomunate dalla passione per la caccia con i rapaci.
Nel corso del XV secolo, nel più generale contesto di una società europea ove la nobiltà difendeva sempre più i suoi privilegi contro un patriziato urbano di banchieri e ricchi commercianti, la falconeria venne fatta oggetto di particolarissime misure restrittive e di controllo. Un preziosissimo documento inglese dell'epoca, Il "Libro di Sant'Albano" (The Book of Saint Albans - 1486), fissa non solo regole d'uso ma, cosa ben più importante, di possesso per i rapaci. Il testo stabilisce che la povera gente, i vecchi laboratores, possano al massimo possedere un falco di piccole dimensioni (la servitù poteva al massimo aspirare ad un gheppio), là dove lo scudiero era autorizzato a portare il Falco lanario ed il cavaliere il grande Falco cherrug, facendo così dei rapaci più pregiati un'esclusiva dei regnanti: il girfalco per un Re e l'aquila per l'Imperatore.

## Le prede
Il drastico calo demografico registrato dalla popolazione europea nei secoli iniziali del Medioevo aveva comportato non solo un crollo del tessuto urbano d'epoca romana ma anche un sistematico sopravvento dell'incolto a discapito dell'ager. Intorno all'Anno Mille, l'Europa era dunque coperta, per buona parte della sua estensione territoriale, da selve e foreste spesso di enormi dimensioni. In un simile contesto, la vita animale selvatica aveva prosperato, mettendo a disposizione dei cacciatori una variegata tipologia di prede "appetibili" secondo l'antico approccio alimentare alla caccia: selvaggina "di penna" (fagiani, galli cedroni, pernici, quaglie, starne, folaghe, anatre ecc.), ungulati (caprioli, daini, cervi e cinghiali), roditori di medie dimensioni (conigli, lepri, marmotte e istrici) e di piccole dimensioni (scoiattoli e ghiri) e altri animali da pelo (volpi, tassi, martore, faine e gatti). Ciò premesso e ferma restando la prassi, per cavalieri e bracconieri, di cacciare a scopo alimentare selvaggina di piccole dimensioni, nel contesto della caccia medievale intesa come rito, a pratica e diletto esclusivo della nobiltà, le prede per antonomasia erano sostanzialmente solo quattro: il cervo, il cinghiale, il lupo e l'orso.

### Il cervo

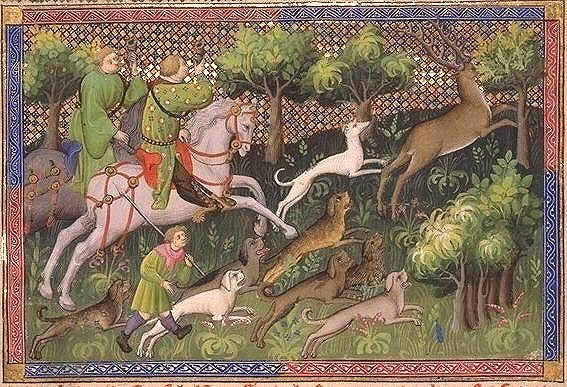
Caccia al cervo con cani e cavalli - miniatura medievale da Le Livre de chasse de Gaston Phébus (XV secolo).

Nell'immaginario collettivo del Medioevo (v. bestiario), il re degli animali era il cervo maschio adulto, indicato in lingua inglese con il nome di Hart, caratterizzato da un palco avente almeno dieci punte. Il significato simbolico dell'animale era fortissimo, connotato da valori enormemente positivi. Il cervo era simbolo del Cristo e spesso veicolo di miracoli e prodigi: nella mitologia cristiana, il martire romano Eustachio si convertì al cristianesimo dopo aver visto il crocifisso tra i palchi del cervo che stava cacciando e suo simbolo distintivo nell'iconografia cristiana divenne appunto il cervo.
Privilegio esclusivo della nobiltà, da cui lo sviluppo, in lingua italiana, del vocabolo "cervo nobile" per indicare l'ungulato, la caccia al cervo veniva praticata nell'Europa medievale in due modi: stanando la preda con i cani (par force de chiens=by force of dogs) o abbattendola con arco e frecce stando in sella:
- La caccia con i cani era ritenuta la pratica venatoria nobile per eccellenza. Sviluppava in un lungo inseguimento, nel quale il cervo veniva sfiancato dal branco dei cani da caccia (levriero, veltro e razze simili), articolantesi in otto fasi ben precise, descritteci dai cronisti medievali con cura e dedizione quasi sacrali:
  - La cerca, affidata ad un cercatore di piste e ad un esperto cacciatore, incaricati di scovare il punto esatto della boscaglia nella quale il cervo si trova;
  - L'assemblea dei cacciatori valutava le informazioni fornite dal battitore, per esempio analizzando gli escrementi dell'animale, e valutava la strategia da seguirsi per la caccia. Si trattava non solo di una riunione operativa ma di un convivio, durante il quale i cacciatori desinavano;
  - La posta, durante la quale i cani venivano portati il più vicino possibile alla preda, onde meglio snidarla dalla macchia;
  - La mossa, quando il cercatore di tracce trova il segno fresco della preda per i cani;
  - La corsa costituisce il momento vero e proprio della caccia, quando il branco dei cani insegue il cervo per fiaccarlo;
  - Il latrato[11], quando il cervo, ormai troppo debole per correre, si gira ed affronta i cani quale extrema ratio. Il branco viene richiamato e bloccato dai guardiani, dopodiché uno dei cacciatori, il più insigne o l'eletto del momento, smonta e finisce l'animale con un colpo di lancia o di spada;
  - Lo smembramento del cervo, consumato rapidamente con un approccio quali ritualistico;
  - Il bottino, quando i cani vengono ricompensati del loro apporto alla caccia con pezzi freschi della carcassa, affinché ricordino il sapore del premio e mantengano al meglio la capacità e la forza necessarie alla caccia futura;
- L'abbattimento del cervo con l'arco, stando in sella, poteva avvenire in due modi. La preda veniva stanata ricorrendo nuovamente ai cani e poi abbattuta "alla posta" dagli arcieri nascosti o veniva avvicinata lentamente da due o tre arcieri montati che, con pazienza, aspettavano di arrivarle il più vicino possibile, ciò grazie all'uso dei cavalli la cui presenza, come quella degli altri quadrupedi, spaventa relativamente poco il cervo.

### Il cinghiale

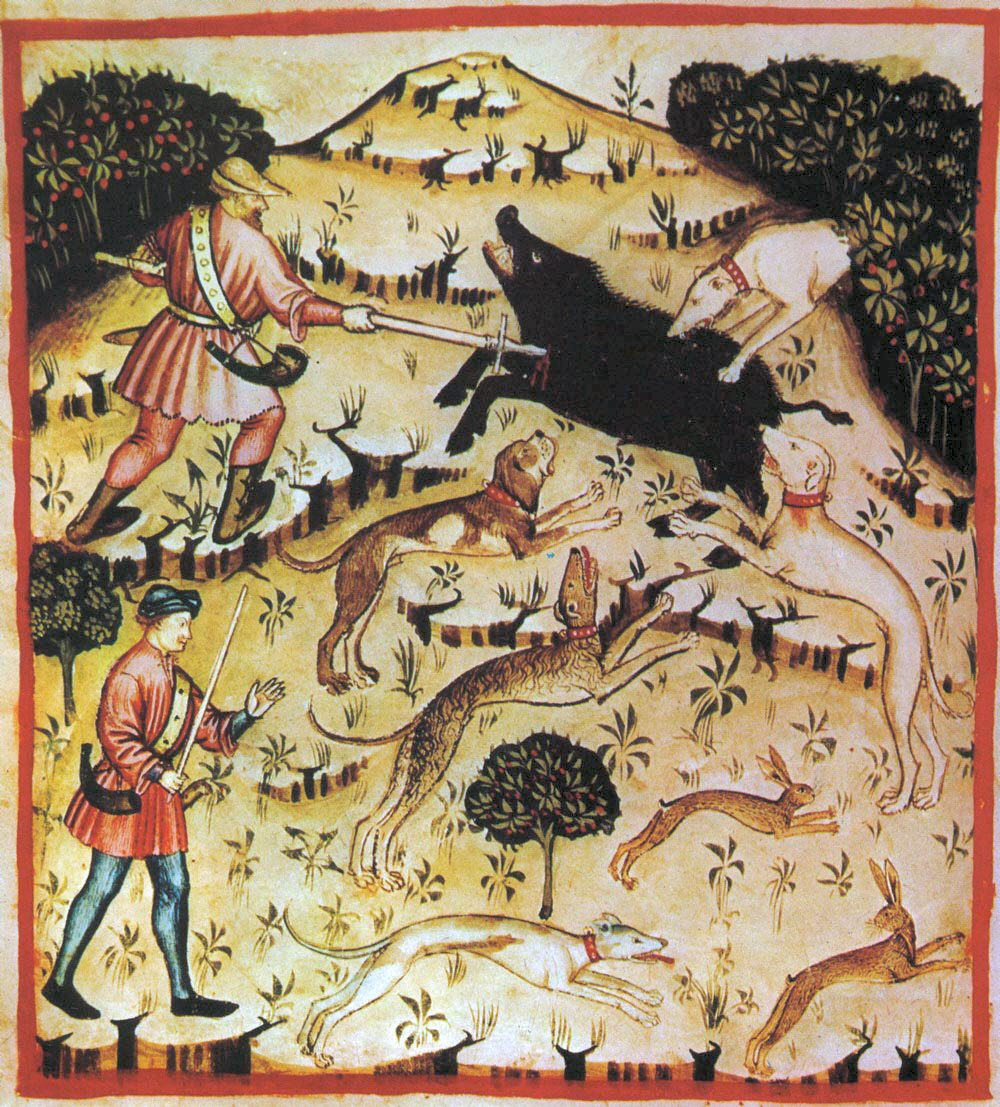
Caccia al cinghiale con lancia e cani da caccia - Miniatura medievale, Tacuinum sanitatis casanatensis (XIV secolo).

Durante il Medioevo, la caccia al cinghiale assunse i connotati di semplice passatempo, attuabile però solo dalla nobiltà. Il signore locale era solito lasciare alla servitù ed ai cani il compito di stanare l'animale e di fiaccarlo: a questo punto, egli smontava da cavallo, si avvicinava all'animale inerme e lo finiva con un affondo di spada. Per un maggiore divertimento, la caccia si concentrava durante il periodo degli amori, sì da trovare animali più aggressivi. La caccia era tuttavia un evento assai rischioso, a causa della rudimentalità delle armi utilizzate: lo stesso re di Francia Filippo IV morì in seguito alle lesioni riportate a causa di una caduta da cavallo, causata proprio dalla carica di un cinghiale inferocito durante una battuta di caccia. La tradizione relativa ai santi Aimo e Vermondo Corio (VIII secolo) ricorda come proprio durante una caccia al cinghiale i due si fossero trovati a mal partito e si fossero salvati solo con un intervento divino.
I cinghiali rimasero tuttavia molto abbondanti nelle foreste europee del Medioevo: lo dimostra il fatto che spesso i tributi alla nobiltà ed al clero venivano pagati, in mancanza di denaro, con cinghiali interi o parti di essi. Nel 1015, il Doge di Venezia Ottone Orseolo stabilì che i piedi e la testa di ciascun cinghiale ucciso nella sua zona di influenza dovevano essere consegnati direttamente a lui o ai suoi successori.

## Letteratura
- De arte venandi cum avibus, dell'imperatore Federico II, viene considerato il testo base di riferimento per la falconeria occidentale;
- Les livres du roi Modus et de la reine Ratio (1354-1376), di Henri de Ferrières;
- Le livre des deduis (ca. 1377), di Gace de la Buigne;
- Le livre de la chasse (1387-1389), di Gaston Phoebus;
  - The Master of Game, di Edoardo Plantageneto, II duca di York (basato sul lavoro di Phoebus);
- La chasse royale, di Carlo IX di Francia;
- Libro de la montería, di Alfonso XI di Castiglia;

## Media
Una interessante rievocazione storica di una battuta di caccia medievale al cervo è stata messa in scena nei primi minuti del film tv del 1991 Robin Hood - La leggenda, diretto da John Irvin e interpretato dagli attori Patrick Bergin ed Uma Thurman.